# Calderone (simbolo celtico)
Il calderone è un antico simbolo celtico che rappresentava il grembo della Dea, da dove tutto nasce. Molti Dei del Pantheon celtico sono rappresentati con un calderone, i più conosciuti sono Ceridwen e Dagda. Tutt'oggi il calderone è un simbolo importante per i Neopagani che seguono la tradizione celtica e wiccan.
Detto anche paiolo dovrebbe essere in ferro ed avere la bocca dello stesso diametro della base, ed essere panciuto.
Le dimensioni sono variabili, ma in genere è abbastanza grande per ospitare un piccolo fuoco o per le offerte alle divinità.
Se di piccole dimensioni viene utilizzato per cuocere tisane o per la cucina rituale.
Quando viene usato sull'altare o all'interno del cerchio magico ha un ruolo differente, e un uso diverso a seconda della stagione.
Per tutti i riti primaverili si riempie di acqua e fiori, serve a contenere le offerte che verranno bruciate per le divinità.
Nel periodo invernale vi si accende dentro il fuoco.